# Vladimír Uhlíř
Vladimír Uhlíř (15. března 1926 Praha – 8. ledna 2011 Praha) byl český architekt, výtvarník, designér, známý zejména jako autor pražských stanic metra Vltavská, Florenc, Roztyly, Pražského povstání. Osobně se zasadil o autentický architektonický styl těchto stanic, kde zároveň spolupracoval s tehdejšími významnými umělci a sochaři.

## Životopis
Narodil se na pražském Žižkově, kde vyrůstal; v letech 1944–1945 byl totálně nasazen v továrně Junkers. Absolvoval reálné gymnázium v Praze. V letech 1947–1953 úspěšně vystudoval fakultu architektury a pozemního stavitelství ČVUT. Vzdělání si později doplnil o akademický titul na Akademii výtvarných umění v Praze.
V roce 1953 se oženil s Marií Bettelheimovou, absolventkou Vyšší školy uměleckého průmyslu, dcerou pražského architekta Rudolfa Bettelheima. V období 1953–1955 absolvoval vojenskou základní službu jako ženista na pozici četař. V roce 1955 se mu narodila dcera Barbora. V letech 1955 až 1957 pracoval v podniku Rudný projekt. V letech 1955 až 1972 pracoval jako projektant ve státním podniku Interprojekt Praha, kde začal realizovat významnější stavby a podílel se na počínající přípravě stavby pražského metra. V období 1972 až 1991 pracoval jako hlavní projektant v Metroprojektu Praha a podílel se na architektonických řešeních pražských stanic metra a dalších státních staveb. Na ztvárnění stanic spolupracoval např. se sochařem Rudolfem Svobodou, akademickým malířem Martinem Sladkým, architektem Jiřím Lasovským.[zdroj?]
Od roku 1991 pracoval jako soukromý architekt a věnoval se architektuře rodinných domů, vesnických usedlostí a stájí; zároveň získával i větší zakázky krajských institucí.
V posledních letech svého života se věnoval kresbě a malbě, kde měl v oblibě vodové barvy a perokresbu. Většinu svého volného času trávil na své roubené venkovské usedlosti čp. 55 ve vesničce Běštín, kde se věnoval volné tvorbě a vesnické architektuře. (Usedlost byla od roku 1977 zapsána jako nemovitá kulturní památka.)
Po delší nemoci zemřel v rodinném kruhu v lednu roku 2011.

## Realizované projekty
- 1974 Stanice metra Pražského povstání
- 1974 Stanice metra Florenc C
- 1980 Stanice metra Roztyly
- 1984 Stanice metra Vltavská; ke ztvárnění přizval sochaře Miroslava Hudečka a jeho manželku, keramičku Olgu Hudečkovou; vznikla tak unikátní dvoupodlažní, 8 m vysoká kameninová fontána Faun a Vltava se dvěma vodními nádržemi[3]
- 1985 Stanice metra Florenc B